# 波士頓市旗
波士頓市旗（Flag of Boston）是美國麻薩諸塞州城市波士頓的市旗，底色為藍色，中央是波士頓市徽。這面旗幟設計於1913年，在1917年1月29日成為波士頓市旗。